# Maldane malmgreni
Maldane malmgreni är en ringmaskart som beskrevs av McIntosh 1885. Maldane malmgreni ingår i släktet Maldane och familjen Maldanidae. Inga underarter finns listade i Catalogue of Life.